# Заря (Новгород-Северский район)
Заря (укр. Зоря) — бывшее село в Новгород-Северском районе Черниговской области Украины. Население — 6 человек. Занимает площадь 0,28 км².
Решением (30-я сессия) Черниговского областного совета 18 июня 2013 года село было снято с учёта.
Почтовый индекс: 16010. Телефонный код: +380 4658.

## Власть
Орган местного самоуправления — Бучковский сельский совет. Почтовый адрес: 16010, Черниговская обл., Новгород-Северский р-н, с. Бучки, ул. 1-го Мая, 9.